# Dnyaneshwar

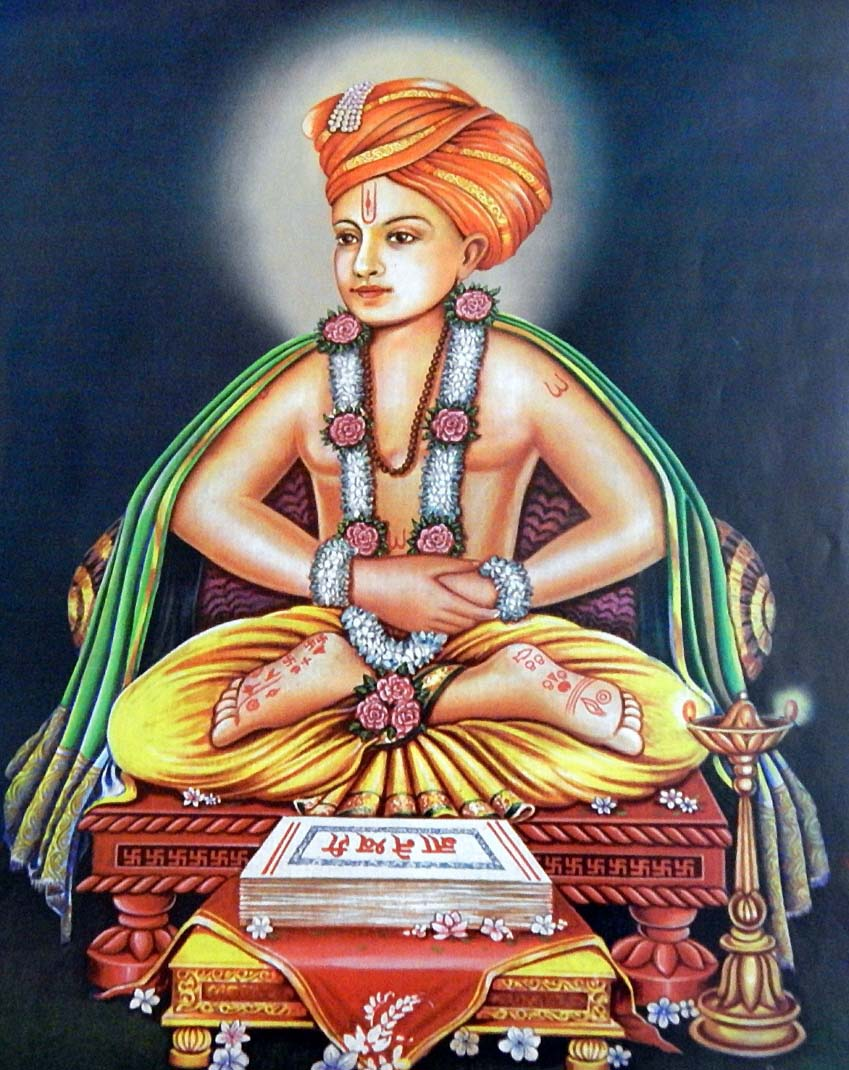
Dnyaneshwar

Dnyaneshwar oder Jnaneshwar (* 1275 in Alandi; † 1296 ebenda) war ein indischer Dichter, Religionsphilosoph und Yogi. Er war ein ergebener Anhänger des Gottes Vithoba, einer Manifestation des Hindu-Gottes Vishnu bzw. seines Avatars Krishna, und wird in weiten Teilen des Bundesstaats Maharashtra als Heiliger (sant) verehrt.

## Leben
Dnyaneshwars biografische Daten sind weitgehend unklar bzw. legendenhaft: Er wurde in einem Dorf bei Paithan (damals Pratisthana) am Fluss Godavari oder aber in Alandi am ebenfalls heiligen Fluss Indrayani in eine Brahmanen-Familie hineingeboren. Angeblich plante sein Vater, die Familie zu verlassen und sein Leben Gott zu widmen, doch wurde er von seinem spirituellen Lehrer (guru) überzeugt, auch weiterhin seine Verantwortung gegenüber seinen Angehörigen wahrzunehmen. Dieser Überzeugungswechsel bzw. das Verhalten des Vaters wurde von den örtlichen Würdenträgern als ketzerisch angesehen und er wurde aus der Kastengemeinschaft ausgestoßen; die Familie zog möglicherweise deshalb von Paithan nach Alandi um, wo Dnyaneshwar geboren wurde. Angeblich begingen seine Eltern Jahre später durch einen Sprung in den Fluss Selbstmord.
Zusammen mit seinem Freund Namdev begab sich Dnyaneshwar von Pandharpur aus auf eine Reise, in deren Verlauf sie viele heilige Stätten Indiens besuchten und zahlreiche Menschen zum Glauben an Vithoba bekehrten. Während der Reise verfasste Dnyaneshwar in der Marathi-Volkssprache einen Kommentar zur Bhagavad Gita und Gedichte (abhangas). Nach ihrer Rückkehr wurden die beiden gefeiert, doch wandte sich Dnyaneshwar bald darauf einer Samadhi-Meditation zu, an deren Ende sein Tod stand. Danach geschahen viele Wunder, die ihn beim einfachen Volk bis auf den heutigen Tag überaus populär machten.

## Film
Im 1940 auf Marathi und Hindi gedrehten Film Sant Dnyaneshwar werden viele der legendenhaften Episoden aus dem Leben des Mystikers ineinander verwoben.